# Eveline Fischer
Eveline Novakovic (née Eveline Fischer en 1969 à Christchurch en Angleterre) est une compositrice de musique de jeu vidéo britannique qui a composé quelques titres du jeu Donkey Kong Country, a doublé des personnages et créé des bruitages pour plusieurs autres jeux Rare, notamment l'héroïne du jeu Nintendo Perfect Dark Joanna Dark.
Elle est souvent créditée par E. Fischer dans les plus anciens jeux auxquels elle a participé. Cependant mariée au début des années 2000, elle adopte le patronyme de Novakovic.

## Jeux
- Donkey Kong Country (pistes : Simian Segue, Candy's Love Song, Voices of the Temple, Forest Frenzy, Treetop Rock, Northern Hemispheres, Ice Cave Chant)
- Donkey Kong Country 3: Dixie Kong's Double Trouble!
- Donkey Kong Land III
- Diddy Kong Racing
- Donkey Kong 64
- Donkey Kong Country 2
- Ken Griffey Jr.'s Winning Run